# Arthez-de-Béarn
Arthez-de-Béarn è un comune francese di 1 804 abitanti situato nel dipartimento dei Pirenei Atlantici nella regione della Nuova Aquitania.

## Società

### Evoluzione demografica
Abitanti censiti